# La piel de zapa (película)
 La piel de zapa  es una película argentina en blanco y negro dirigida por Luis Bayón Herrera sobre guion de Raimundo Calcagno y Leopoldo Torres Ríos según la novela homónima de Honoré de Balzac que se estrenó el 28 de octubre de 1943 y que tuvo como protagonistas a Hugo del Carril, Aída Luz, Florence Marly y Santiago Gómez Cou.

## Sinopsis
Un hombre endeudado obtiene una piel milagrosa que hace que se cumplan todos sus deseos pero a costa de acortar su vida.

## Reparto
- Hugo del Carril ... Rafael de Valentín
- Aída Luz ... Paulina
- Florence Marly ... Fedora
- Santiago Gómez Cou ... Rantignat
- Alberto Contreras ... Tagliaferre
- Francisco López Silva ... Jonatás
- María Esther Buschiazzo ... Madame Modin
- Ricardo Canales
- Alberto Terrones
- Francisco Pablo Donadío ... Salvador Gandeau
- Berta Aliana
- Mario Faig
- Ambrosio Radrizzani
- Eduardo de Labar
- Celia Geraldy
- Vicente Rubino
- Mirta Nair
- Yuki Nambá

## Comentario
La crónica del diario La Nación señaló que "Hugo del Carril tiene a su cargo la figura central que encarna con sobriedad, con tono un poco apagado, pero sentido drama interior", el El Heraldo del Cinematografista opinó que "tanto la productora como el director han realizado una labor meritoria" y para Manrupe y Portela se trata de un “Balzac bastante bien adaptado. La fatalidad, la ambientación del viejo París y las correctas actuaciones se destacan en esta superproducción."